# Okrúhle pleso
Okrúhle pleso (deutsch Döller-See, ungarisch Döller-tó, polnisch Kolisty Stawek) ist ein kleiner Bergsee (genauer ein Karsee) auf der slowakischen Seite der Hohen Tatra.
Er befindet sich im Abschluss des Tals Mlynická dolina in einem Kessel zwischen den Bergen Hrubý vrch im Westen und Štrbský štít im Osten und seine Höhe beträgt 2105 m n.m. Seine Fläche liegt bei 7165 m², er misst 110 × 85 m und seine maximale Tiefe beträgt 10,2 m. Der See hat keinen oberirdischen Abfluss, gehört aber zum Einzugsgebiet des Poprad über die Mlynica.
Der slowakische Name bedeutet wörtlich „Runder See“, was auf die ungefähre Form hinweist. Ähnliches gilt für den polnischen Namen mit der Übersetzung „Rundes Seelein“. Die deutschen und ungarischen Namen sind hingegen vom Namen eines der Gründer des Ungarischen Karpathenvereins, Anton Döller, abgeleitet worden. Der Vorschlag zur Benennung des bis dahin namenlosen Gewässers kam 1879 vom Professor Martin Róth und wurde im selben Jahr angenommen.
Zum Seeufer führt kein touristischer Wanderweg, es ist jedoch vom Aufstieg zum Sattel Bystrá lávka am gelb markierten Weg von Štrbské Pleso heraus am Übergang in das Tal Furkotská dolina gut sichtbar.